# Matías Vecino (duchowny)
Matías Vecino (ur. 28 sierpnia 1979 w Santo Tomé) – argentyński duchowny rzymskokatolicki, biskup pomocniczy Santa Fe de la Vera Cruz od 2024.

## Życiorys

### Prezbiterat
Święcenia kapłańskie przyjął 30 września 2008. Został inkardynowany do archidiecezji Santa Fe de la Vera Cruz. Po przyjęciu święceń kapłańskich studiował na Papieskim Uniwersytecie Laterańskim, studia zwieńczył uzyskaniem tytułu licencjata teologii moralnej. 
Od 2008 pracował jako wikariusz i administrator licznych parafii. Był również  duszpasterz młodzieżowym i akademickim. Do momentu nominacji w 2024 sprawował  urząd wikariusza biskupiego do spraw duszpasterstwa rodzimej archidiecezji, kierownika zespołu do spraw formacji stałej duchowieństwa,  członka Rady Kapłańskiej oraz profesora w Wyższym Seminarium Duchownym. Pełnił także funkcję proboszcza parafii św. Kajetana oraz członka zespołu  odpowiedzialnego za drogę synodalną w archidiecezji.

### Episkopat
28 sierpnia 2024 papież Franciszek mianował go biskupem pomocniczym archidiecezji Santa Fe de Vera Cruz i przydzielił mu stolicę tytularną Idicra. Sakry udzielił mu 30 września 2024 arcybiskup Sergio Fenoy.